# Larry Robinson
Lawrence  Robinson, (nacido el 11 de enero de 1968 en Bossier City, Luisiana) es un exjugador de baloncesto estadounidense. Con 1.91 de estatura, su puesto natural en la cancha era el de escolta. 

## Trayectoria
- East. Ok. Mountaineers (1986-1988)
- Universidad de Centenary (1988-1990)
- Washington Bullets (1990)
- Golden State Warriors (1991)
- Washington Bullets (1991)
- Boston Celtics (1991)
- Rapid City Thrillers (1991-1992)
- Levallois (1992)
- Rapid City Thrillers (1992-1993)
- Washington Bullets (1993)
- Rapid City Thrillers (1993)
- Yakima Sun Kings (1993-1994)
- Houston Rockets (1994)
- Yakima Sun Kings (1994-1995)
- Club Bàsquet Girona (1995-1996)
- Florida Beach Dogs  (1996-1997)
- San Miguel Beermen (1997)
- Rockford Lightning (1997-1998)
- Vancouver Grizzlies (1998)
- Rockford Lightning (1998-1999)
- Panteras de Miranda (1999)
- San Miguel Beermen (1999)
- Richmond Rhythm (1999-2000)
- Atlanta Hawks (2000-2001)
- Cleveland Cavaliers (2001)
- Atlanta Hawks (2001)
- New York Knicks (2001-2002)
- Vaqueros de Bayamón  (2002)
- Adir. Wildcats (2004)